# Literaturhaus Berlin

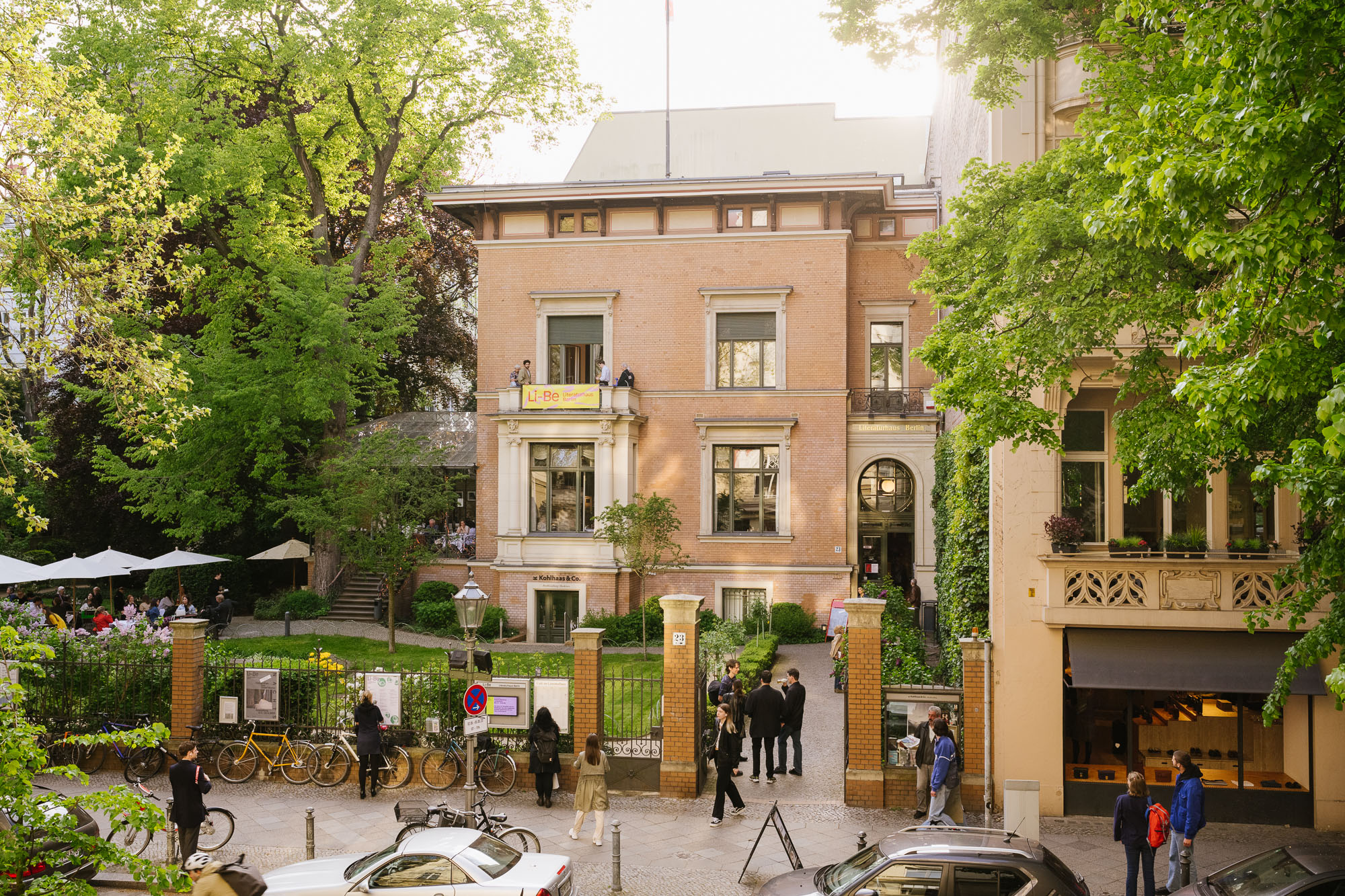
Das Literaturhaus Berlin

Das Literaturhaus Berlin ist eine öffentliche Institution der Kulturförderung des Landes Berlin und bietet dem Publikum Informations- und Austauschmöglichkeiten durch Lesungen, Buchpräsentationen, Symposien, Diskussionen, Vorträge, Tagungen, Aufführungen, Festivals und Ausstellungen. Die im Literaturhaus Berlin präsentierte Literatur überschreitet nationale Grenzen und beinhaltet alle Formen und Genres einschließlich Prosa, Lyrik, Dramatik, Belletristik, Graphic Novel, Hörspiel und -buch sowie digitale Formate – auch solche, die es erst noch zu entwickeln und verstehen gilt –, um die Fragen unserer Zeit zu erkunden und zu reflektieren. 
Das Literaturhaus in der Fasanenstraße 23 im Berliner Ortsteil Charlottenburg des Bezirks Charlottenburg-Wilmersdorf ist eine Villa des Historismus mit Wintergarten, Restaurantbetrieb und mehreren Sälen. In der Nähe befinden sich mehrere kulturelle Einrichtungen wie das Käthe-Kollwitz-Museum, das Haus der Berliner Festspiele und die Universität der Künste.
Wegen Sanierungsmaßnahmen ist die Villa in der Fasanenstraße bis Januar 2026 geschlossen. Das vorübergehende Büro des Literaturhaus Berlin befindet sich in Berlin-Moabit. Im Rahmen der Kampagne Li-Be für die Stadt wird das Programm an wechselnden Spielorten in ganz Berlin fortgesetzt. 

## Aufgaben und Tätigkeiten
Gründungsleiter war von 1986 bis 2003 der Kulturmanager und Literaturwissenschaftler Herbert Wiesner. Es wurde im Juni 1986 als erstes einer Reihe von Literaturhäusern in Hamburg, Frankfurt a. M. und München gegründet. Zu seinen wichtigsten Aufgaben zählt die Vorstellung und damit die indirekte Förderung deutschsprachiger und internationaler Autoren sowie die Darstellung literarischer Zusammenhänge und Hintergründe. Sein Programm spiegelt die Geschichte der literarischen Moderne, deren Konflikte in der Zeitgeschichte sowie literaturpolitische und ästhetische Fragen der internationalen Gegenwartsliteratur wider. 2004 übernahm der Lyriker Ernest Wichner die Leitung des Hauses. Ende 2017 schied er aus Altersgründen aus.
Seit 1. Januar 2018 leiten die Literaturwissenschaftlerin Janika Gelinek und die Amerikanistin und Kunsthistorikerin Sonja Longolius als Doppelspitze das Literaturhaus Berlin. 2018 wurde außerdem ein neues Kinder- und Jugendprogramm aus der Taufe gehoben, das Junge Literaturhaus.
Träger des Literaturhauses Berlin ist ein Verein, dem literarische Institutionen angehören. Die Zuwendungen des Landes Berlin werden durch Einnahmen, Projektmittel und Kooperationen ergänzt. Außerdem gibt es einen Mitgliederverein der Freunde und Förderer.
Jährlich finden im Literaturhaus Berlin neben rund 140 eigenen Veranstaltungen zahlreiche Gastveranstaltungen statt. Die im Buchhandel erhältlichen Texte aus dem Literaturhaus Berlin sind Teil der literarischen Produktion: im Auftrag geschriebene und uraufgeführte Theaterstücke und Hörspiele, Ausstellungsbücher, Texteditionen. Das Literaturhaus Berlin verlegte bis 2008 die Künstlerbücher der Edition Mariannenpresse und vergibt zusammen mit dem Kulturradio vom Rundfunk Berlin-Brandenburg den Walter-Serner-Preis.
In den historischen Räumlichkeiten des Gebäudes befindet sich neben der Buchhandlung Kohlhaas & Company auch das Restaurant Café Wintergarten. Im Sommer gibt es in der idyllischen, nach denkmalpflegerischen Gesichtspunkten wiederhergestellten Gartenanlage auch eine Außenbewirtschaftung.

## Gebäude
Das Gebäude, in dem das Literaturhaus in unmittelbarer Nähe des Kurfürstendamms residiert, gehört dem Land Berlin und ist Teil des Wintergartenensembles, das aus drei repräsentativen Stadtvillen und dem sie verbindenden Skulpturengarten besteht. Es wurde 1889/1890 als spätklassizistischer Backsteinbau für das Ehepaar Richard und Luise Hildebrandt von den Architekten Albrecht Becker und Emil Schlüter erbaut.
Ende der 1920er Jahre gelangte das Haus in den Besitz der Alexander-von-Humboldt-Stiftung, die darin ausländische Studenten beherbergte. Nach einer gleichzeitigen Nutzung als Diskothek und Bordell war zunächst geplant, das Haus zugunsten eines Zubringers für die Stadtautobahn abzureißen, was eine Bürgerinitiative verhinderte. Das denkmalgeschützte Gebäude wird seit dem Erwerb durch das Land Berlin und einer umfassenden Instandsetzung und Renovierung im Jahr 1986 als Literaturhaus genutzt.
Am 1. Juli 2024 begannen umfangreiche Sanierungsmaßnahmen am Gebäude. Neben einem Fahrstuhl, der das Haus barrierefrei zugänglich macht, werden die Toiletten, der Innenhof und die Wasserstränge modernisiert. Die Bauzeit ist auf 18 Monate angesetzt, der geplante Wiedereinzug soll zum Januar 2026 stattfinden.

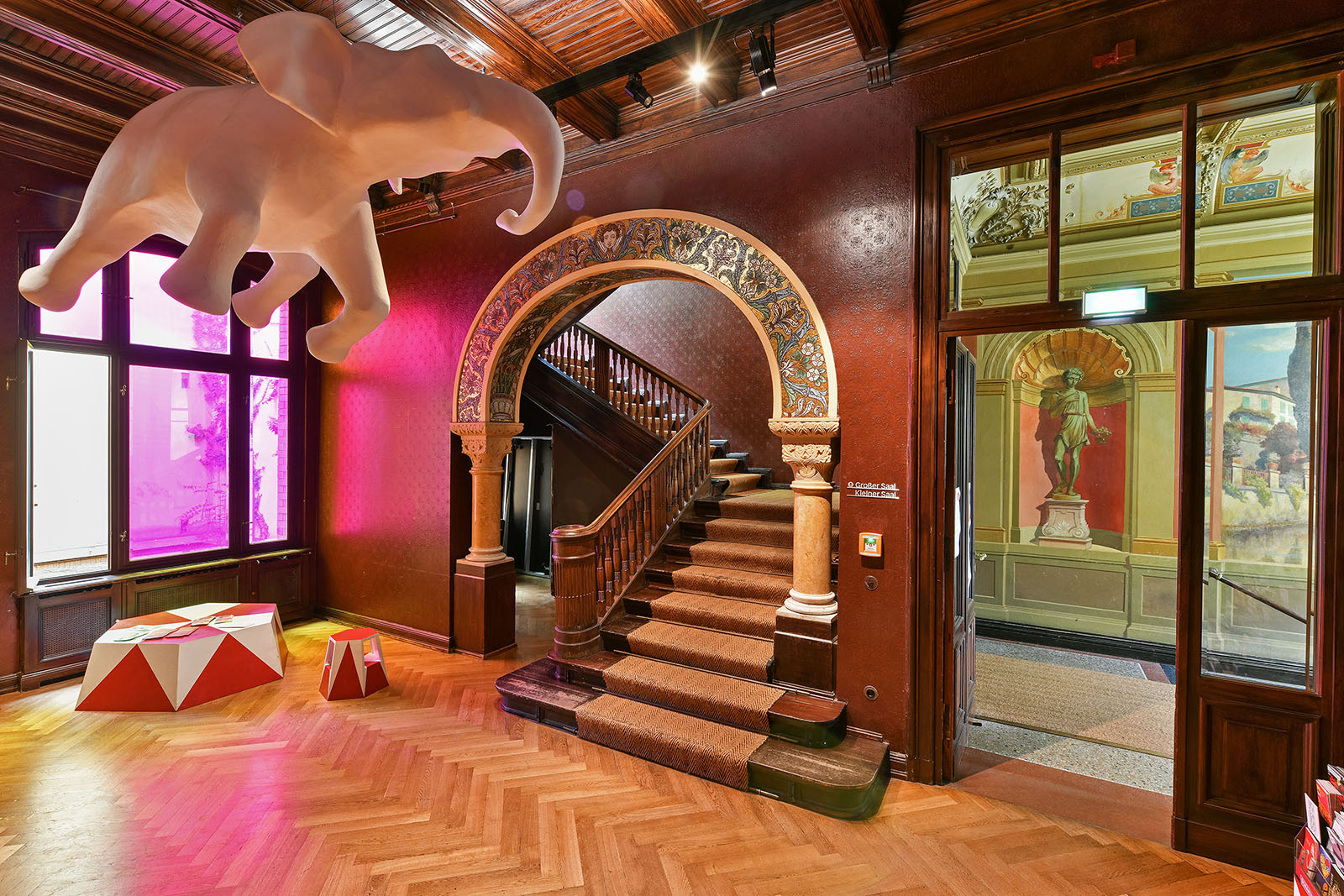
Foyer
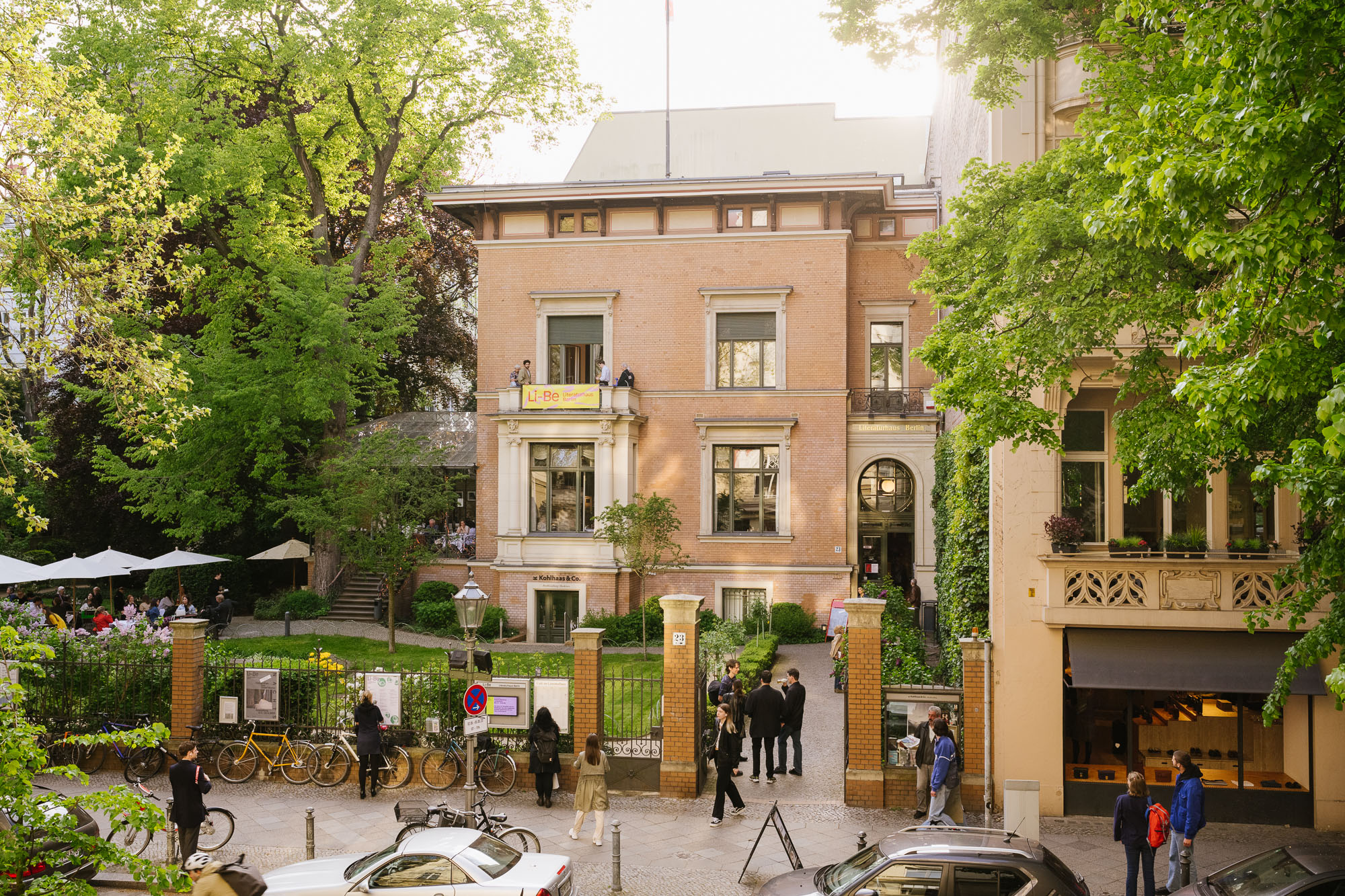
Außenansicht
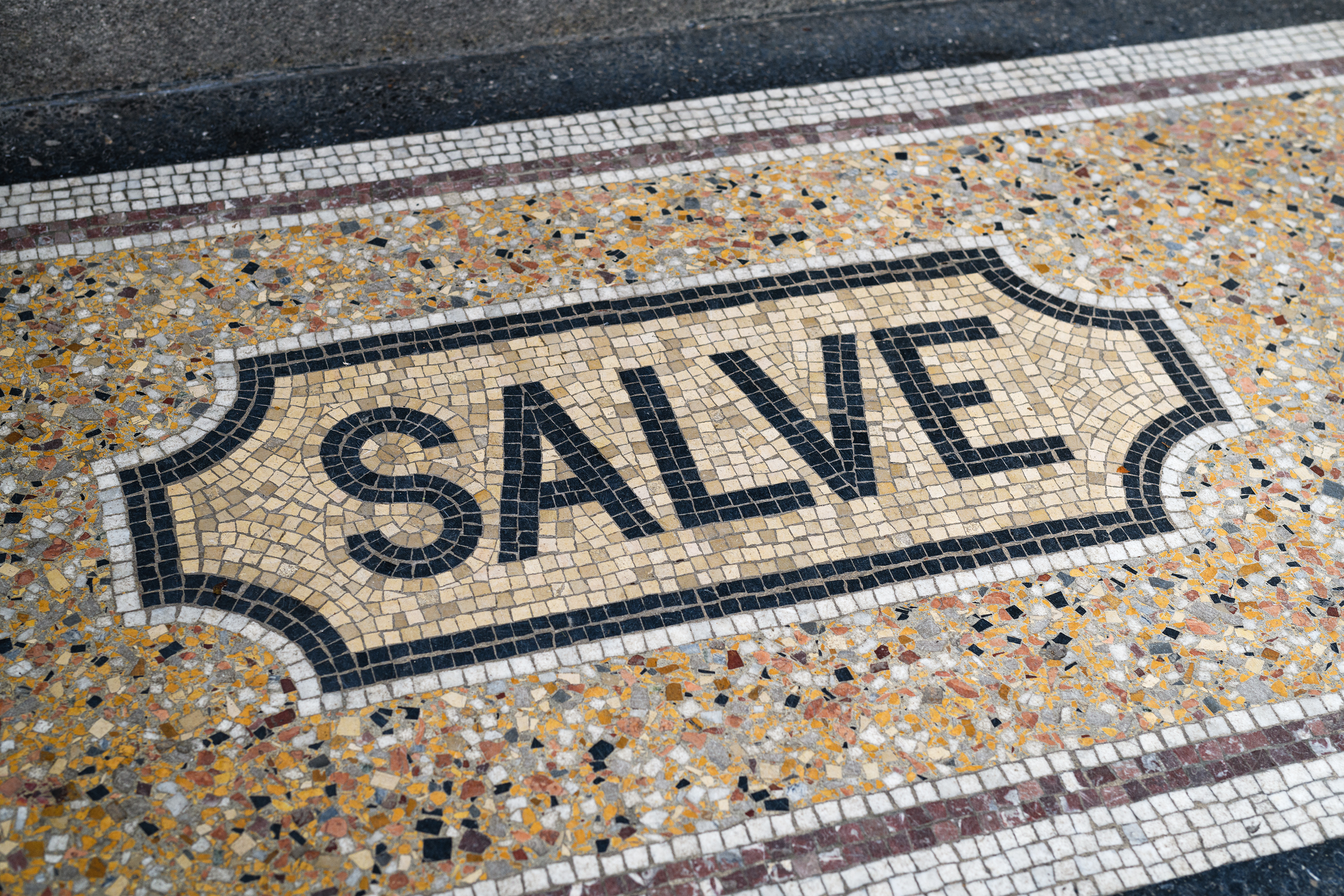
Eingangsbereich